# Vombatfélék
A vombatfélék (Vombatidae) az emlősök (Mammalia) osztályának erszényesek (Marsupialia) alosztályágába, ezen belül a diprotodontia rendjébe tartozó család.
Ebből az erszényescsaládból mára csak 3 faj maradt fenn.

## Evolúciójuk és rendszertani besorolásuk
Habár már elvégezték a genetikai vizsgálatokat a vombatfélék családján belül, és az eredményeket összehasonlították a rokon erszényescsaládokkal, az evolúciójuk mégsem értett teljes egészében. Egyes becslések szerint ez a család a többi ausztráliai erszényestől körülbelül 40 millió évvel ezelőtt vált le, míg más elképzelések szerint a szétválás csak 25 millió éve történt meg. Habár korábban úgy vélték, hogy a vombatok a ma már kihalt óriásméretű Diprotodontidae család miniatűr rokonaik, az újabb genetikai vizsgálatok bebizonyították, hogy ez téves elképzelés. A hasonlóság csupán a vombatalkatúak öregrendjén belül bekövetkezett párhuzamos evolúció következménye, azaz közeli rokonságban álló családoknál egymástól függetlenül hasonló jellegzetességek fejlődtek ki. Ilyenformán a két állatcsoport nem tehető ugyanabba a családba.

## Rendszerezés
A családba az alábbi 2 élő nem és legalább 4 fosszilis nem tartozik:
- Lasiorhinus – J. E. Gray, 1863
- Vombatus – É. Geoffroy Saint-Hilaire, 1803

- †Phascolonus Owen, 1872[3]
- †Ramasayia Tate, 1951[4]
- †Rhizophascolomus Stirton, Tedford & Woodburne, 1967[5]
- †Warendja Hope & Wilkinson, 1982[6]

## Képek

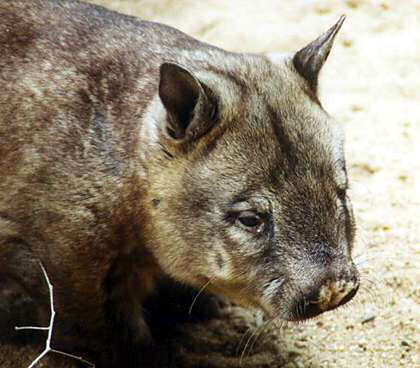
Északi szőrösorrú vombat (Lasiorhinus krefftii)
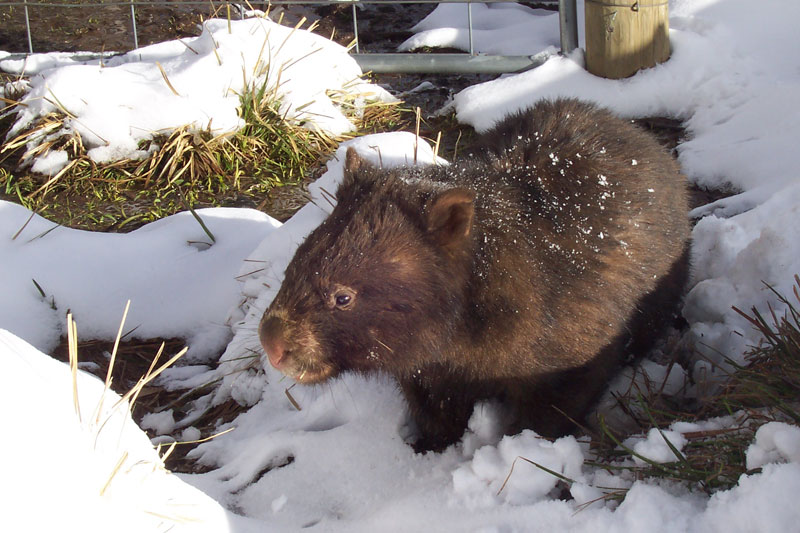
Vombat (Vombatus ursinus)
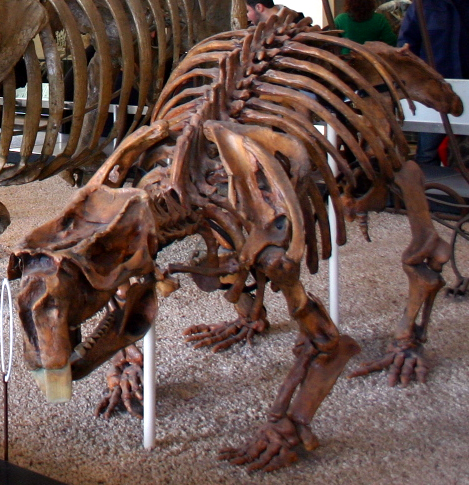
Phascolonus csontváz

### Fordítás
- Ez a szócikk részben vagy egészben  a   Wombat című angol Wikipédia-szócikk ezen változatának fordításán alapul.  Az eredeti cikk szerkesztőit annak laptörténete sorolja fel. Ez a jelzés csupán a megfogalmazás eredetét és a szerzői jogokat jelzi, nem szolgál a cikkben szereplő információk forrásmegjelöléseként.